# Francisco de Ibarrola y de Gorbea
Francisco de Ibarrola y de Gorbea, II marqués de Zambrano, (Vizcaya, 19 de enero de 1714-Madrid, 19 de diciembre de 1795) fue un político y militar español, que ostentó los cargos de Comisario de Guerra de los Reales Ejércitos y Ministro de Obras del Canal de Castilla.

## Biografía
Nacido en Orduña, Vizcaya, el 19 de enero de 1714. Sus padres fueron: Juan de Ibarrola e Ibarrola, alcalde en Respaldiza en 1705 y en Orduña en 1714 y 1718; y Mª Rosa de Gorbea y de la Bastida.
Hizo una extensa carrera en diferentes administraciones. Fue secretario de la Comandancia general de Orán con un salario de 3600 reales de vellón. Oficial de la Tesorería del Ejército de Piamonte. Secretario de SM. Comisario de guerra de los Reales Ejércitos el 25 de febrero de 1745 con un salario de 9000 reales de vellón que fueron aumentados al doble el 28 de octubre de 1752, año que también accedió al puesto de tesorero de la oficina del Real Giro en Nápoles con un salario de 39.000 reales de vellón. Obtuvo el hábito de caballero de la Orden de Calatrava por Real Decreto el 18 de abril de 1759, año en el que fue comisario ordenador.
Continuó su carrera en la Tesorería como teniente tesorero general el 5 de octubre de 1761 y tesorero de la Tesorería general el 1 de enero de 1763. En estas fechas, intercedió ante varias personas para recomendar a José Antonio Isasi, su sobrino. Fue vocal de la Junta del Montepío de Reales Oficinas y vocal de la Junta general para la reforma de las Ordenanzas Militares y ministro principal de las obras del canal de Castilla en 1763. 
Fue uno de los oficiales de la Junta de Generales para la reforma de las ordenanzas militares y consejero de capa y espada del Consejo Supremo de Hacienda el 7 de enero de 1764. Fue socio de la Real Sociedad Económica Matritense de Amigos del País desde el 23 de marzo de 1776. Congregante de la congregación de San Ignacio de Loyola en Madrid en 1768 y socio benemérito de la Real Sociedad Bascongada de Amigos del País en 1773. 
Apoyó la pretensión de Cabarrús de crear el Banco Nacional de San Carlos, en el que participó con 186 acciones. Fue tesorero mayor de la tesorería de Ordenación y vocal de la Junta sobre el estado del Banco de San Carlos en 1788, rector de la negociación del Giro y comisario de la Ordenación de Cuentas. 
El 31 de diciembre de 1794, se jubiló de la tesorería general. Actuó en beneficio de su territorio y fue comisionado por la diputación de Vizcaya para acompañar al marqués de Valdecarzana en el saludo y homenaje a Carlos IV el 13 de febrero de 1789. Mantuvo correspondencia en el jesuita Padre Isla. Fue suscriptor de la Historia de la Conquista de Méjico de Antonio de Solís y Rivadeneyra.
En el campo familiar, contrajo matrimonio con Paula Petronila González Fernández de Cuevas, viuda de Pedro Gordillo y Sánchez, I marqués de Zambrano, nacida en Madrid e hija de Pedro Manuel González Ballesteros, natural de Toledo, y de Mª Magdalena Fernández de las Cuevas. De su matrimonio nació la descendencia siguiente:
- Miguel Ibarrola González, III marqués de Zambrano, quien casó con Isabel de Mollinedo y de Cáceres.

- Jenara de Ibarrola González, que casó con el químico Nicolás Lemery

- Paula Petronila de Ibarrola González, que casó con Francisco de Villarroel y Castro, XI marqués de Palacios

- Soledad de Ibarrola y González, que casó con Mariano de Chaves y Villarroel I duque de Noblejas